# Хеджазипур, Митра
Митра Хеджазипур (перс. میترا حجازی‌پور‎; род. 19 февраля 1993, Мешхед) — французская (до 2021 года иранская) шахматистка, гроссмейстер среди женщин (2015).

## Биография
Родилась 19 февраля 1993 года в иранском городе Мешхед.
В 2003 году завоевала серебро на юношеском чемпионате мира по шахматам в Греции среди девушек в возрастной группе до 10 лет, уступив китайской шахматистке Хоу Ифань.
В 2012 году победила на женском чемпионате Ирана по шахматам, выиграв у Шаесте Гадер Поур. Также два раза была второй (2013, 2014) на женских чемпионатах Ирана по шахматам.
В 2015 году первенствовала в индивидуальном женском чемпионате Азии по шахматам, выиграв у индийской шахматистки Мари Анн Гомес. На чемпионате мира по шахматам среди женщин 2015 года в Сочи в первом туре проиграла Пиа Крамлинг. В том же году получила звание гроссмейстера среди женщин.
Выступила против бойкота чемпионата мира по шахматам среди женщин 2017 года в Тегеране. В первом туре проиграла Анастасии Боднарук.
Представляла Иран на пяти шахматных олимпиадах (2008—2016). В женском командном чемпионате Азии по шахматам участвовала пять раз (2005, 2009—2016). В командном зачете завоевала три бронзовые медали (2005, 2009, 2014). В индивидуальном зачете завоевала серебряную (2009) и бронзовую (2014) медали. В женском командном турнире по шахматам Азиатских игр участвовала в 2010 году. В женском командном турнире по шахматам Азиатских игр в помещениях участвовала в 2007 году.
В январе 2019 года приехала во французский Брест и стала выступать за местный клуб USAM Brest.
На чемпионате мира по быстрым шахматам и блицу в декабре 2019 года в Москве вышла на соревнования без платка. За это была исключена из Иранской шахматной федерации.
С июня 2021 года представляет Францию.
В марте 2023 года получила гражданство Франции. Работает в инжиниринговой компании в Париже.
В 2023 году среди первых подписала открытое письмо французских шахматисток против сексуальных домогательств и насилия в спорте.
В финале женского чемпионата Франции по шахматам 2023 года в Альп-д’Юэз выиграла у Дейманте Даулите.